# Loi Haby
Pour les articles homonymes, voir Haby.
Lire en ligne

Sur Légifrance : Fac-similé, texte avant son intégration au Code de l'éducation

Code de l'éducation (lire en ligne)
La loi Haby, qui doit son nom au ministre français de l'Éducation nationale René Haby, est une loi française du 11 juillet 1975 qui avait été voulue personnellement par le président de la République Valéry Giscard d’Estaing,.
Elle prévoit notamment la mise en place d'un « collège pour tous » (le premier cycle du « secondaire ») en continuité de l'« école pour tous » (le « primaire »). C'est la raison pour laquelle on parle dès lors de « collège unique ». 
A l'époque très contestée par la gauche, elle a ensuite été accusée par la droite d'avoir entraîné un effondrement du niveau scolaire.  

## Contenu
D'une part, la loi Haby poursuit le processus de généralisation de l'enseignement, initié par les lois votées sous Jules Ferry (1882) : elle prévoit la gratuité des études au collège, indispensable alors que l'âge légal de la fin de l'obligation scolaire est à 16 ans depuis 1959.
D'autre part, elle homogénéise le contenu des disciplines, et par là-même les connaissances des élèves français. Aussi les disciplines qui sont enseignées au collège sont tant intellectuelles que manuelles.
Parmi les autres dispositions, la loi Haby reconnaît pour la première fois la notion de « communauté éducative » réunissant les élèves, les enseignants, les personnels non enseignants et les parents d'élèves. Elle favorise l'enseignement des langues régionales en prévoyant qu'elles pourront être étudiées tout au long de la scolarité. La loi établit aussi que l'architecture scolaire doit jouer un rôle pédagogique.

## Critiques
Étendard de l’égalité des chances lors de sa création en 1975, le collège unique fait immédiatement l’objet de vives critiques, particulièrement le risque d’instauration d'un « savoir minimal » vu comme une réduction du champ des savoirs.
Dès 1980 un livre au titre significatif, La Génération sacrifiée : les dégâts de la réforme de l’enseignement, écrit par le philosophe d'extrême-droite[réf. nécessaire] Jean-Marie Benoist, dénonce un « égalitarisme absurde, forcené, uniformisateur et lacunaire qui se substitue au thème de l’égalité des chances ». 
Outre son principe, la mise en œuvre de la loi est aussi beaucoup contestée parce que les finalités du collège unique sont loin d’être atteintes : il n’a pas permis d’effacer les effets des inégalités sociales sur la réussite scolaire et de fortes disparités demeurent entre les collégiens, tandis que l’acquisition des savoirs fondamentaux tend à baisser.
Claude Lelièvre, historien français de l'éducation, note que dès 1976, le Syndicat national des lycées et collèges dénonçait la finalité de cette loi comme étant de « faire passer dans les faits le plan Langevin-Wallon et s’inspirer de la doctrine du Parti communiste » ; « les textes du ministre annoncent pour les prochaines années la fin d’un enseignement de qualité et de culture générale. La volonté délibérée de freiner les bons élèves est flagrante ». De son côté Guy Bayet, président de la Société des agrégés, s’en prenait au « tronc commun, néfaste à tous les élèves » ; et l’Union nationale inter-universitaire, syndicat étudiant d'extrême-droite, condamnait « le principe du programme unique de la sixième à la troisième qui équivaut en fait à instituer le tronc commun que l’UNI a toujours combattu ».
En 1994, François Bayrou, ministre de l’éducation nationale, dénonce l’uniformité du collège unique, puis l'inégalité persistante entre les établissements, la montée de la violence, l'hétérogénéité des élèves, apparaissaient comme ses maux, qu’aucune réforme ne parvient à éradiquer.
Slate en 2015 note que le bien-être des enfants français à l’école diminue sensiblement à partir du collège, que la violence et le harcèlement sont en hausse et à un niveau parmi les plus élevés d’Europe, les bons élèves étant situés en première ligne pour les brimades. Le collège est aussi un lieu où se défait la confiance en soi, une partie des jeunes étant en voie de relégation ou de décrochage. L'échec scolaire ne diminue pas.